# Dreifaltigkeitskirche (Hannover)

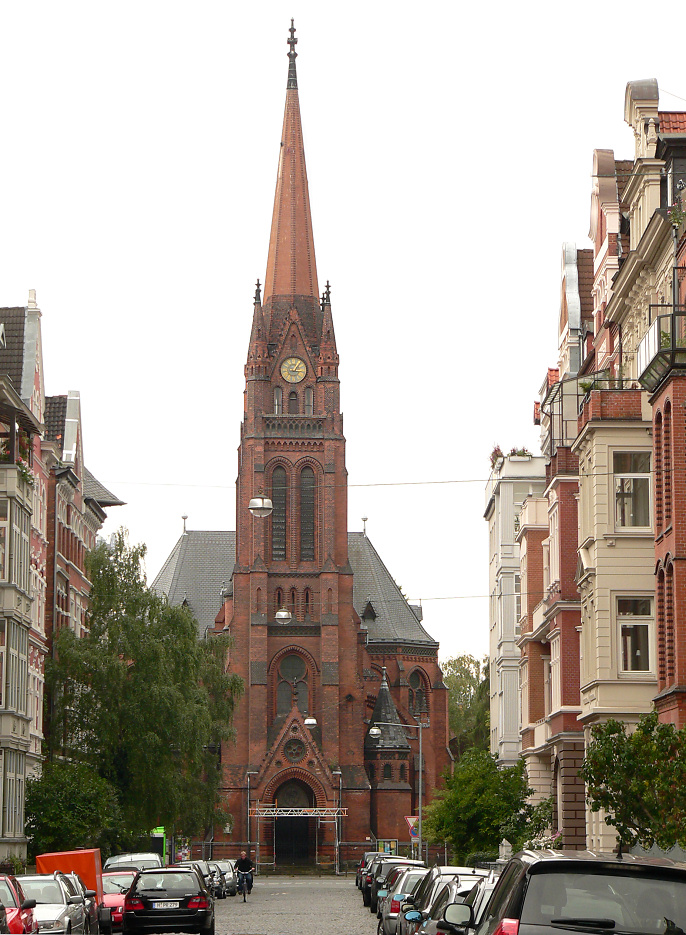
Ansicht von Osten aus der Yorkstraße

Die evangelisch-lutherische Dreifaltigkeitskirche in Hannover liegt im Stadtteil Oststadt, unmittelbar an der Bödekerstraße zwischen der Einmündung von Friesen- und Holscherstraße.

## Anfänge

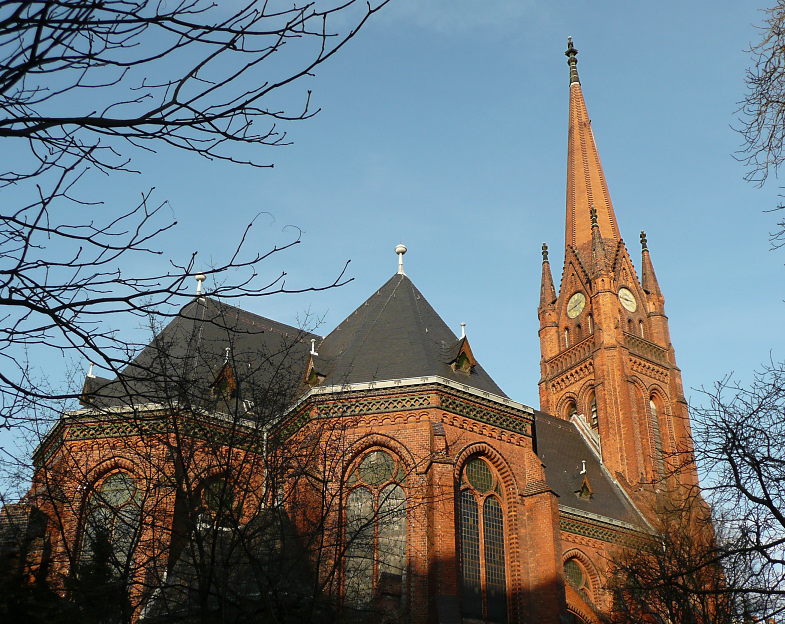
Seitenansicht

1859 wurden die nahe Hannover liegenden Ortschaften Bütersworth und Ostwende eingemeindet und der ev.-luth. Gartengemeinde angeschlossen. Den Bewohnern dieser Stadtteile wurde dadurch ein längerer Fußweg zur Kirche zugemutet. 1868 beschloss der Kirchenvorstand für Bütersworth und Ostwende eine selbständige Parochie zu gründen. 1876 erstellte das Königliche Konsistorium die Erektionsurkunde. In seiner ersten Sitzung am 15. Juni 1876 entschied sich der neue Kirchenvorstand, einem Wunsch des im Exil lebenden letzten Königs von Hannover, Georg V. entsprechend, der neuen Parochie den Namen „Dreifaltigkeitskirche“ zu geben.
In den Jahren 1880 bis 1883 errichtete ein Vertreter der hannoverschen Bauschule des 19. Jahrhunderts, der Hase-Schüler Christoph Hehl, einen Kirchenbau im neugotischen Stil. Wegen der besonderen Lage der Kirche an der Westseite der Bödekerstraße bekam der Turm mit dem Haupteingang seinen Platz im Osten und der Altarraum seinen Platz im Westen der Kirche. Über dem Haupteingang ist eine von Carl Dopmeyer aus Sandstein gehauene Darstellung zu sehen. Das romantische Altarbild „Christus auf dem Meere“ von Bernhard Plockhorst stiftete der Kirchenvorsteher und Kapitän Julius von Alten.

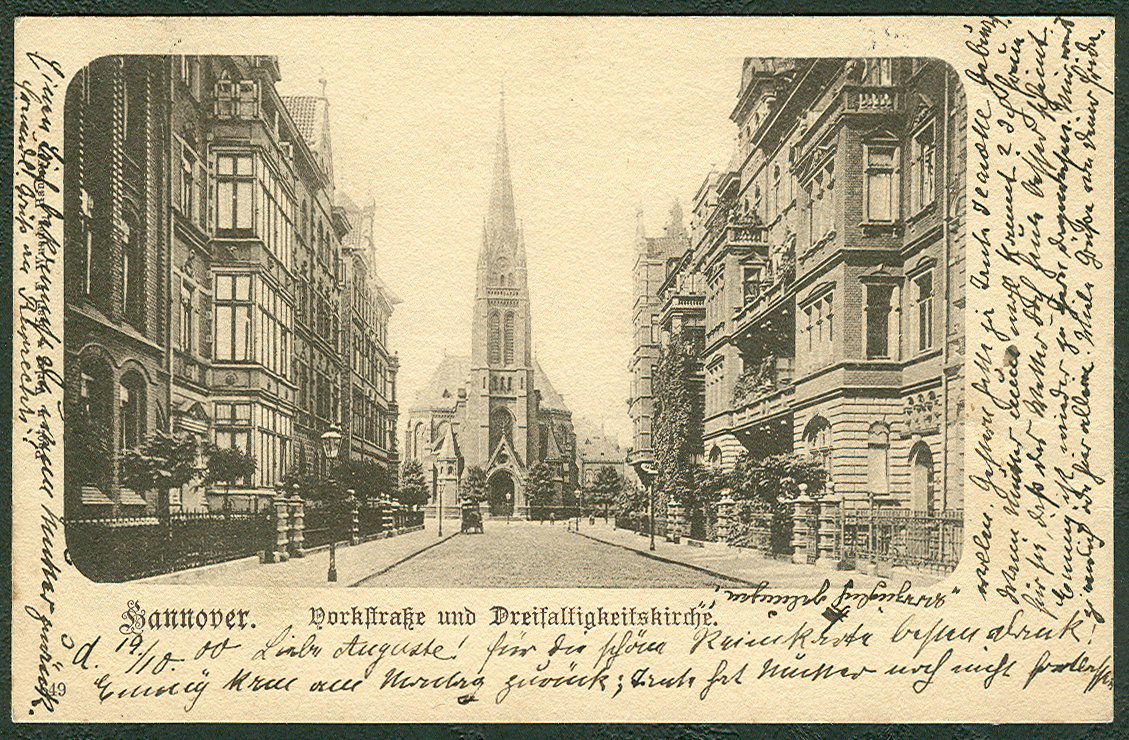
Blick durch die Yorkstraße auf die Kirche (Ansichtskarte von Karl Friedrich Wunder, um 1898)
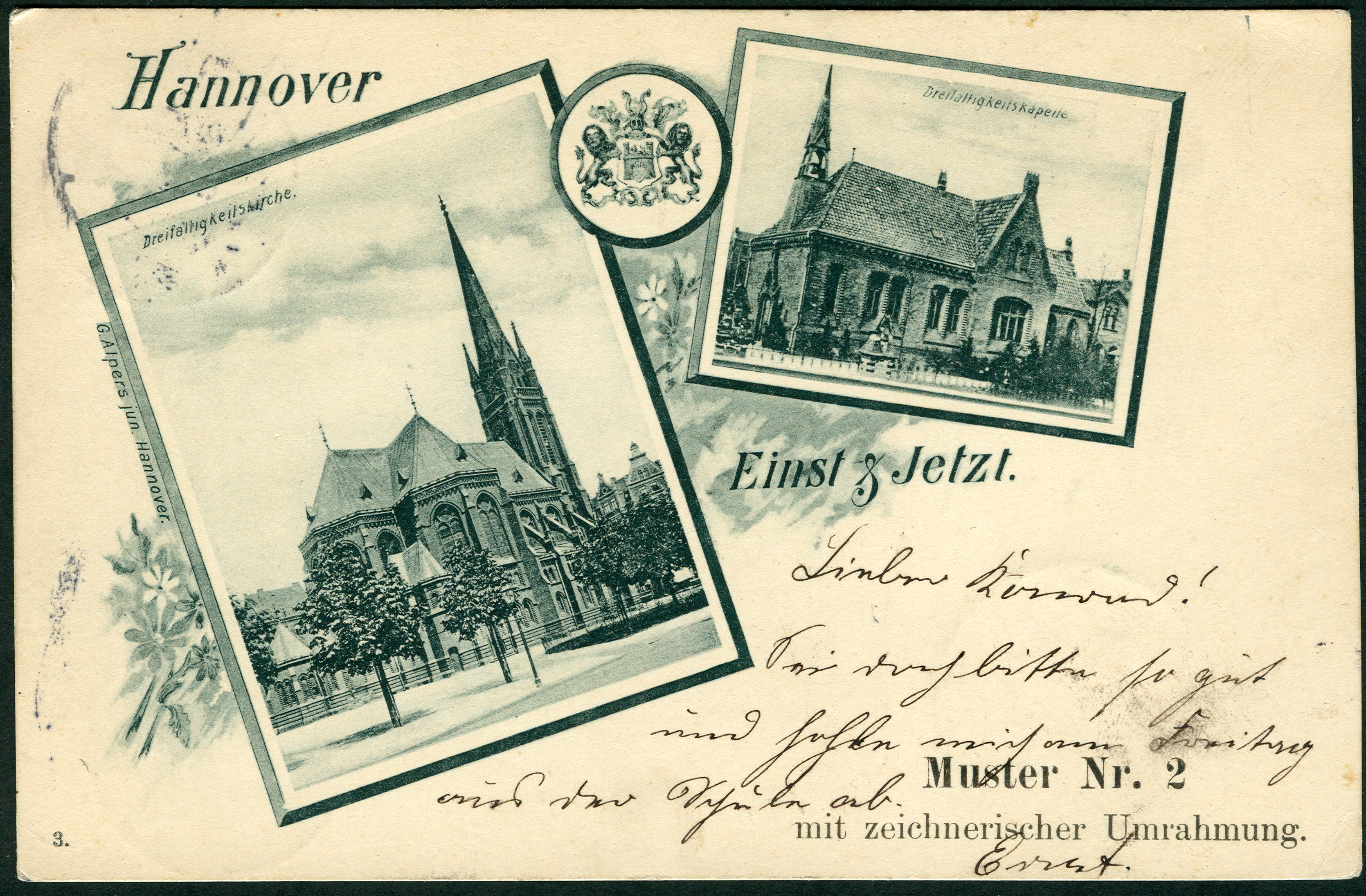
Die ältere Dreifaltigkeitskapelle und die Dreifaltigkeitskirche in der Oststadt (Ansichtskarte von Georg Alpers junior, um 1900)
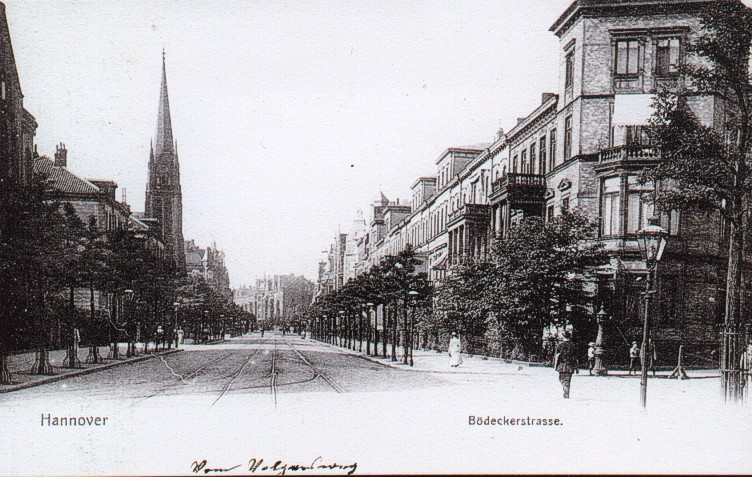
Blick durch die Bödekerstraße Richtung Kirche (Ansichtskarte um 1900)

## Kriegszeiten
Im Juni 1917 mussten drei der vier aus Bronze bestehenden Glocken der Kirche, ebenso wie die zinnernen Orgelpfeifen, für Kriegszwecke abgegeben werden. Nach dem letzten Geläut konnte man hören: „Das kann kein gutes Ende nehmen, wenn die Kirchen ihrer Glocken beraubt werden.“ 1922 wurde die Gedenktafel mit den Namen der im Ersten Weltkrieg gefallenen Gemeindemitglieder an der Eingangswand der Kirche eingeweiht und kündet bis heute vom Schrecken des Krieges. Auch die 1926 neu erworbenen Glocken mussten 1942 im Zweiten Weltkrieg erneut für Rüstungszwecke abgeliefert werden. In diesem Jahr des Krieges sind unzählige Gemeindemitglieder als Soldaten und als zivile Bombenopfer getötet worden. Während beide Pfarrhäuser bei den Luftangriffen auf Hannover durch Bomben zerstört wurden, konnte die Kirche durch den Einsatz von Gemeindemitgliedern für die Brandwache gerettet werden. Daher wählte 1945 die britische Besatzungsmacht die Dreifaltigkeitskirche für ihre Gottesdienste aus. In diesen Jahren galt sie auch als „heimliche Bischofskirche“, weil Hanns Lilje hier als Bischof eingeführt wurde und hier auch öfters predigte.

## Gegenwart

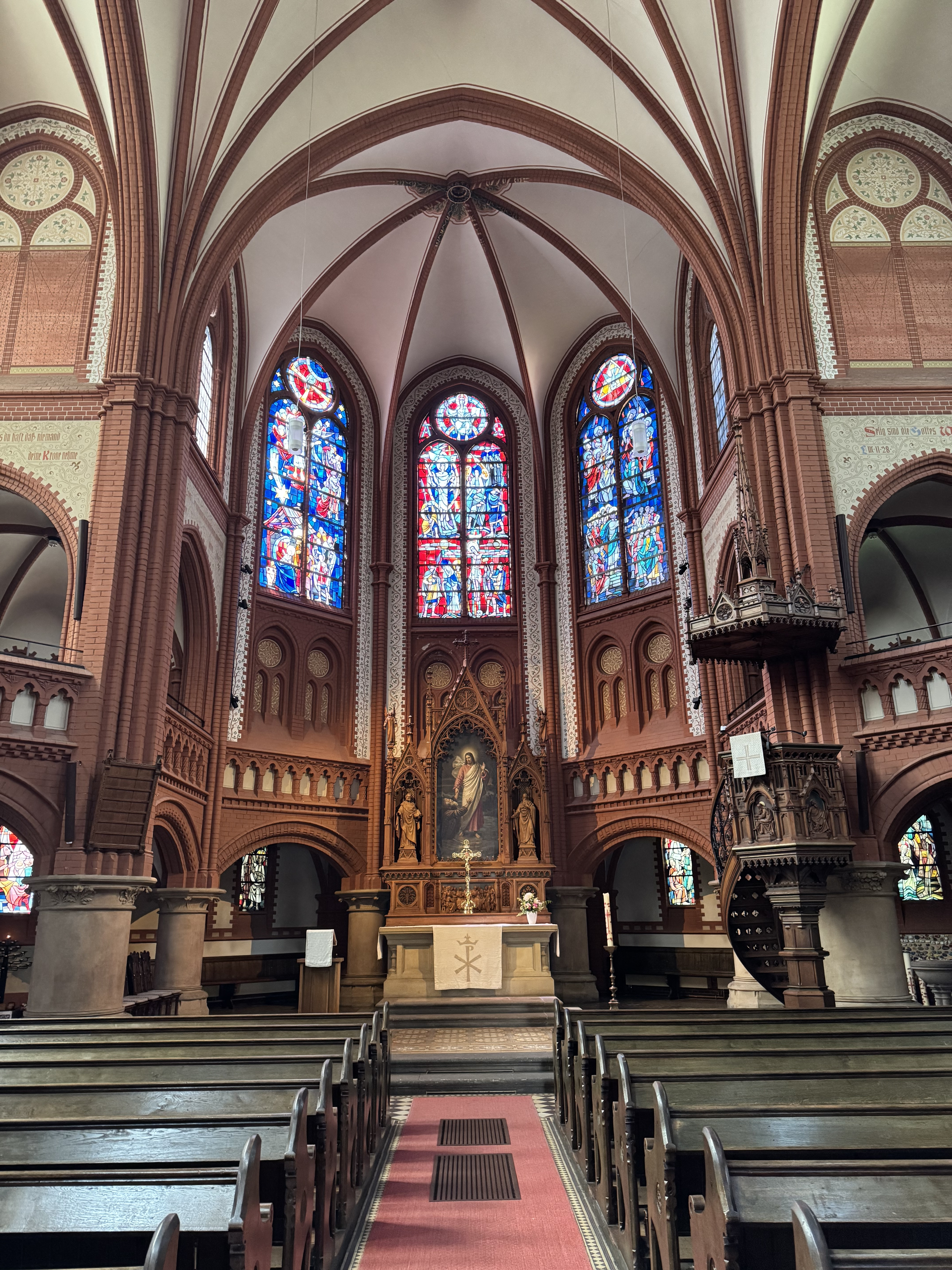
Innenraum (2025)

Nach dem Krieg konnten durch Spenden 1951 vier neue Glocken aus Gussstahl geweiht werden. Zur 75-Jahr-Feier der Kirche 1958 stifteten die Brüder Hans, Werner, Gerhard und Klaus Bahlsen die farbenprächtigen Chorfenster. In der Zeit des hundertjährigen Bestehens der Kirche wurden zahlreiche besondere Aufgaben fällig. Der durch Witterungseinflüsse verbogene Turm musste um 20 Meter abgetragen und neu aufgemauert werden. Das Innere der Kirche wurde wieder im ursprünglichen Stil ausgemalt. Der achteckige Leuchter erhielt in der Vierung der Kirche seinen Platz, und die in Anlehnung an Andreas Silbermann gebaute neue Orgel erhielt ihren Platz auf der Empore. Um das Gut der Kirche und das Gemeindeleben erhalten zu können, hat die Gemeinde im Jahr 2002 die „Stiftung Dreifaltigkeitskirche“ gegründet. Seit dem 3. Juni 2012 ist die Dreifaltigkeitskirche eine „verlässlich geöffnete Kirche“, die an fünf Tagen in der Woche zur Besichtigung und zum stillen Gebet geöffnet ist.
Im Jahre 2015 hatte die Gemeinde rund 2700 Mitglieder.

## Orgel

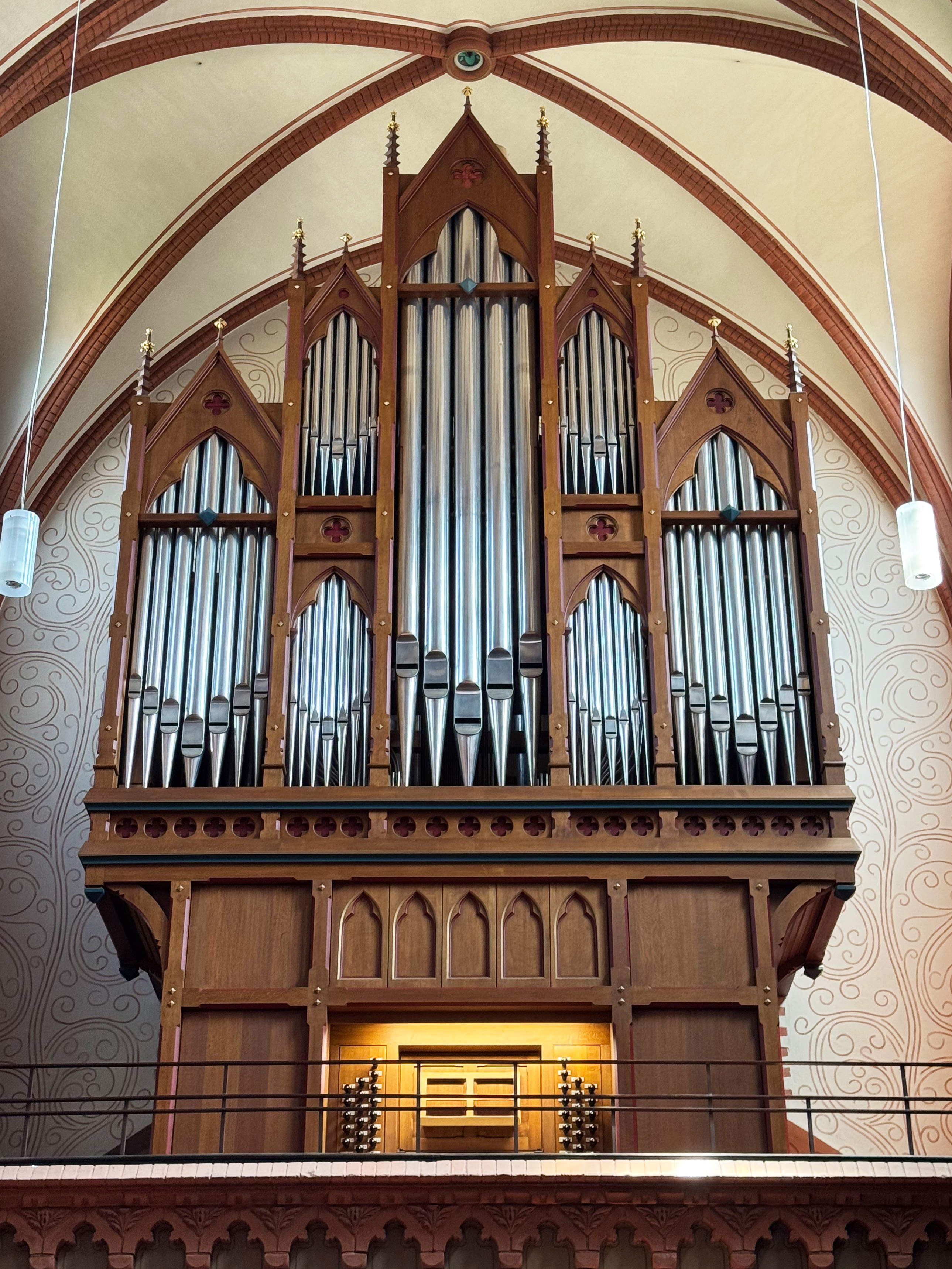
Hillebrand-Orgel von 1986

Die Orgel wurde 1986 von der Orgelbaufirma Hillebrand aus Altwarmbüchen im Stile einer Gottfried-Silbermann-Orgel unter Verwendung des Orgelgehäuses der Vorgängerorgel erbaut. Das Schleifladen-Instrument hat 37 Register auf drei Manualen und Pedal. Die Spiel- und Registertrakturen sind mechanisch.
2022 erfolgte eine Sanierung und Reinigung durch die Orgelbaufirma Hillebrand. Dabei wurden die Keilbälge erneuert und die Orgel nach Bach-Kellner temperiert (vorher gleichschwebend).
Die Disposition lautet:
| I Récit C–f3 |                 |    |
| 1.           | Holzgedackt     | 8′ |
| 2.           | Traversflöte    | 4′ |
| 3.           | Flöte           | 2′ |
| 4.           | Echocornett III |    |
| 5.           | Chalumeau       | 8′ |

| II Hauptwerk C–f3 |                |     |
| 06.               | Bordun         | 16′ |
| 07.               | Principal      | 08′ |
| 08.               | Rohrflöte      | 08′ |
| 09.               | Viola da Gamba | 08′ |
| 10.               | Octave         | 04′ |
| 11.               | Gemshorn       | 04′ |
| 12.               | Quinte         | 03′ |
| 13.               | Octave         | 02′ |
| 14.               | Mixtur IV      |     |
| 15.               | Cornett V      |     |
| 16.               | Trompete       | 08′ |
| 17.               | Vox humana     | 08′ |
| 18.               | Clairon        | 04′ |

| III Oberwerk C–f3 |            |        |
| 19.               | Principal  | 08′    |
| 20.               | Gedackt    | 08′    |
| 21.               | Quintade   | 08′    |
| 22.               | Octave     | 04′    |
| 23.               | Rohrflöte  | 04′    |
| 24.               | Nasard     | 03′    |
| 25.               | Octave     | 02′    |
| 26.               | Terz       | 1 3⁄5′ |
| 27.               | Larigot    | 1 ⁄3′  |
| 28.               | Mixtur III |        |
| 29.               | Dulcian    | 16′    |
| 30.               | Oboe       | 08′    |

| Pedal C–f1 |           |     |
| 31.        | Untersatz | 32′ |
| 32.        | Subbaß    | 16′ |
| 33.        | Flûte     | 08′ |
| 34.        | Octave    | 04′ |
| 35.        | Posaune   | 16′ |
| 36.        | Trompete  | 08′ |
| 37.        | Clarine   | 04′ |

- Koppeln: III/II (Schiebekoppel), I/II, I/P, II/P (als Registerzüge)
- Zwei Tremulanten für das gesamte Werk: Tremblant fort (stark), Tremblant doux (schwach)

Anmerkungen
1. ↑  ab c1
2. ↑  hochgebänkt, ab c1